# Arbetsskada
Arbetsskada, fysisk eller psykisk skada eller sjukdom som uppkommit under arbetstid och/eller till följd av arbete. Med yrkesskada förstås skada som erhållits vid yrkesarbete. 
Enligt Arbetsmiljöverkets statistik rapporterades det under 2010 och till och med första kvartalet 2011 
104 000 arbetsskador. . Den lagstadgade arbetsskadeförsäkringen regleras numera i socialförsäkringsbalken. Balken kompletteras med olika trygghetsförsäkringar genom kollektivavtal.   
Om en anställd skadar sig i arbetet eller blir sjuk på grund av arbetet ska arbetsgivaren informeras. Arbetsgivaren ska då göra en anmälan till Försäkringskassan och till skyddsombudet. Den som är egenföretagare skickar in anmälan själv. Om olyckan är allvarlig eller om det gäller dödsfall ska arbetsgivaren snarast göra en anmälan till Arbetsmiljöverket. 
Arbetsgivaren är skyldig att utreda orsaken till arbetsskadan. Alla arbetsskadeanmälningar registreras och arkiveras av Försäkringskassan. Informationen används sedan i arbetet med att förebygga sjukdom och olycksfall i arbetslivet. 
För att få ersättning för arbetsskadan måste den anställde ansöka om det hos Försäkringskassan. De flesta har också andra försäkringar genom sitt kollektivavtal. För att ta del av dem krävs en separat ansökan. Även skador man får på väg till eller från arbetet räknas som arbetsskada och likaså smittsamma sjukdomar som man fått genom sitt arbete.

## Yrkesskador genom tiderna

### Kvicksilverförgiftning
Kvicksilverförgiftning var under 1800-talet känd som skada bland dem som tillverkade den filt som sedan användes av hattmakare för tillverkning av hattar och andra huvudbonader. På engelska finns uttrycket Mad as a hatter (Galen som en hattmakare) som allmänt används för att beskriva en tokig person. Litterärt finns en galen hattmakare nämnd i kapitel 7 i Alice i Underlandet.

### Stendammlunga
Stendammlunga  (stenlunga) eller silikos var vanligt bland arbetare i stenbrott. Carl von Linné beskrev till exempel från sin resa i Dalarna hur stenarbetarnas hustrur blev änkor i tidig ålder. Ett annat exempel är att när domkyrkan i Skara restaurerades i slutet av 1800-talet dog ett trettiotal stenhuggare i silikos. Faran för silikos är inte över. Vid sandblästring av jeans skapas stendamm som skadar dem som arbetar. Flera dödsfall har rapporterats i Turkiet.

### Skada genom lösningsmedel
De som utsätts för organiska lösningsmedel under viss tid finns risk för lösningsmedelsorsakad kronisk hjärnskada. Lösningsmedel används i olika branscher såsom måleri, tryckeri, plast- och verkstadsindustrin. Det finns idag ingen behandling.

### Eksem
Eksem genom kontaktallergi skapad av de skydd spelarna använder anses vara en vanlig yrkesskada bland ishockeyspelare enligt en studie från Skånes Universitetssjukhus.

### Skrivkramp
Skrivkramp, även kallad musarm, är en modern typ av arbetsskada.

### Rättspraxis
En i princip fullständig redovisning av de högsta domstolarnas refererade rättspraxis om arbetsskadebegreppet fr.o.m. år 1955 finns i boken Socialförsäkringsbalken – En kommentar (Wolters Kluwer förlag)